# 1981-es cannes-i filmfesztivál
A 34. Cannes-i Nemzetközi Filmfesztivál 1981. május 13. és 27. között került megrendezésre, Jacques Deray francia filmrendező elnökletével. A hivatalos versenyprogramban 22 nagyjátékfilm és 13 rövidfilm vett részt, versenyen kívül pedig 14, míg az Un certain regard szekcióban 15 alkotást vetítettek. A párhuzamos rendezvények Kritikusok Hete szekciójában 7 filmet mutattak be, a Rendezők Kéthete elnevezésű szekció keretében pedig 22 nagyjátékfilm és 11 kisfilm vetítésére került sor.
A fesztivált Rofusz Ferenc A légy című Oscar-díjas rajzfilmjével és Francesco Rosi Három fivér című nagyjátékfilmjével nyitották meg. Pálmaesélyesként érkezett a rendezvényre az olaszok részéről az Egy nevetséges ember tragédiája és A bőr, az Egyesült Államokból A mennyország kapuja, Nagy-Britanniából A Tűzszekerek és az Excalibur, Franciaországból a Hó és a Mostohaapa, valamint a magyar Mephisto.

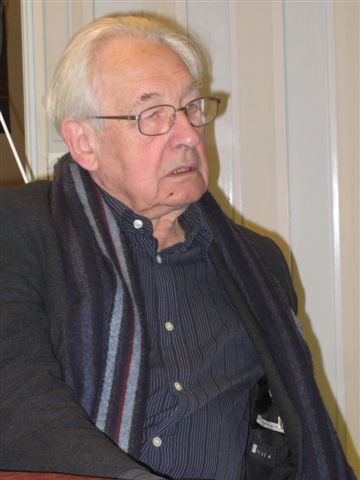
Andrzej Wajda, 2006 májusában

Az Arany Pálmát a lengyel Andrzej Wajda vehette át Vasember című, odahaza betiltott filmdrámájáért. A filmet már a fesztivál megnyitása után emelték be a versenyprogramba, s noha végül senki sem vitatta a fődíj odaítélését, a film nem igazán nyerte el a nagyközönség tetszését. Külön nagydíjas lett Alain Tanner filmje, a Fényévek távolában, a legjobb forgatókönyv díját pedig Szabó István és Dobai Péter vehette a Mephistoért, mely film a nemzetközi kritikusok díját is elnyerte. Annak ellenére, hogy pálmaesélyesként érkezett Cannes-ba, nem kapta meg a fontos díjak egyikét sem a fantasztikus képi megformálás egyik alapműve, az Excalibur, sem pedig a később díjak sorát – köztük 4 Oscart – besöprő Tűzszekerek. Nagy csalódást okozott az amerikaiaknak, hogy Michael Cimino óriási költségvetéssel forgatott, „fantasztikusként” emlegetett A mennyország kapuja című westernfilmje semmilyen elismerésben sem részesült. (Egyébként a pénzügyi kudarcot vallott alkotás az United Artists stúdió csődjét okozta, melynek következtében a Metro-Goldwyn-Mayer felvásárolta.)
A szerepek díjazását illetően egyedülálló eset történt a fesztivál történetében: Isabelle Adjani két alakításáért is átvehetett egy-egy legjobb színésznőnek járó díjat – főszerepet játszott Andrzej Zulawski Megszállottság, valamint James Ivory Kvartett című filmjeiben.

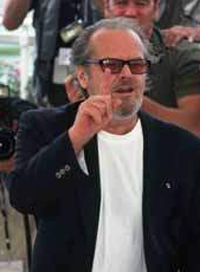
Jack Nicholson Cannes-ban (2001)

1981-ben a Croisette kétségkívül legnagyobb sztárjai A postás mindig kétszer csenget főszereplői, Jack Nicholson és Jessica Lange voltak. A mennyország kapuja kulcsfigurái, az évek óta ünnepelt Isabelle Huppert, valamint Kris Kristofferson és Jeff Bridges ugyancsak a közönség kedvencei közé tartoztak, hasonlóan a pályája csúcsán lévő Patrick Dewaere-hez és Nathalie Baye-hez (Mostohaapa). Látható volt még Marcello Mastroianni, Claudia Cardinale és Burt Lancaster (A bőr), Anouk Aimée és Ugo Tognazzi (Egy nevetséges ember tragédiája), valamint Geraldine Chaplin és Fanny Ardant (Egyesek és mások).
Magyar részről az 1981-es fesztivál sikeresnek tekinthető. A rövidfilmek versenyében indított Moto perpetuo, Vajda Béla alkotása, Arany Pálmát kapott. A játékfilmek versenyébe Gaál István Cserepek, valamint Szabó István Mephisto című filmjeit hívták meg. Ez utóbbi a legjobb forgatókönyv díja mellett FIPRESCI-díjat is kapott. Versenyen kívül, nyitófilmként vetítették Rofusz Ferenc rajzfilmjét (A légy). Az Un certain regard szekcióban Bacsó Péter A tanú című vígjátéka volt látható, amely elismerő oklevelet kapott az ökumenikus zsűritől. A Kritikusok Hete keretében Sós Mária Boldogtalan kalap című alkotását mutatták be, míg a Rendezők Kéthete szekcióban Bódy Gábor Nárcisz és Psyché című alkotását.
A fesztiválra kikűldött magyar filmdelegáció tagjai voltak: Szabó István, Gaál István, Bacsó Péter, Bódy Gábor, Sós Mária és Vajda Béla filmrendezők, Zygmunt Malanowicz színész, valamint Gyöngyössy Imre filmrendező, az ökumenikus zsűri tagja, Szabó B. István filmfőigazgató, Dósai István, a Hungarofilm igazgatója és Föld Ottó, a Mafilm igazgatója.
További magyar vonatkozása volt a rendezvénynek, hogy a magyar gyökerekkel rendelkező Andrew Solt (Solt Endre) rendezte az Elvis Presley életét feldolgozó, versenyen kívül vetített Ez Elvis című filmdrámát; Michael Cimino A mennyország kapuja című westernjének operatőre pedig Zsigmond Vilmos volt. A kisfilmek versenyében részt vett a világ első, teljesen digitalizált számítógépes animációs filmje, a Dilemma, amelyet John Halas (Halász János) készített Kass János közreműködésével.
A Rendezők Kéthete mezőnyéből kitűnt Manoel de Oliveira Francisca, Helma Sanders-Brahms A megérintett, valamint Vadim Glowna Arany Kamerát nyert Desperado City című filmdrámája.
A fesztivál egyre több szakembert és érdeklődőt vonzott. A filmek készítőit és forgalmazóit segítő filmvásáron egyre többet kellett tenni a figyelemfelhíváshoz. Megjelentek az óriás plakátok; az új James Bond-film, a 007 – Szigorúan bizalmas reklámja okán például a Carlton Hotelbe csak Carole Bouquet lábai között lehetett belépni.

## Zsűri
- Jacques Deray, filmrendező – zsűrielnök –  Franciaország
- Andrej Petrov, zeneszerző –  Szovjetunió
- Antonio Gala, író –  Spanyolország
- Attilio D'Onofrio, filmproducer –  Olaszország
- Carlos Diegues, filmrendező –  Brazília
- Christian Defaye, újságíró –  Svájc
- Douglas Slocombe, operatőr –  Egyesült Királyság
- Ellen Burstyn, színésznő –  Amerikai Egyesült Államok
- Jean-Claude Carrière, forgatókönyvíró –  Franciaország
- Robert Chazal, filmkritikus –  Franciaország

## Hivatalos válogatás

### Nagyjátékfilmek versenye
- Beau-père (Mostohaapa)[5] – rendező: Bertrand Blier
- Chariots of Fire (Tűzszekerek) – rendező: Hugh Hudson
- Czlowiek z zelaza (Vasember) – rendező: Andrzej Wajda
- Cserepek – rendező: Gaál István
- Engel aus Eisen (Vasangyalok) – rendező: Thomas Brasch
- Excalibur (Excalibur) – rendező: John Boorman
- Faktas[6] (Nullás vércsoport) – rendező: Alimantas Grikiavicius
- Heaven's Gate (A mennyország kapuja) – rendező: Michael Cimino
- La pelle (A bőr) – rendező: Liliana Cavani
- La tragedia di un uomo ridicolo (Egy nevetséges ember tragédiája) – rendező: Bernardo Bertolucci
- Les années lumière (Fényévek távolában) – rendező: Alain Tanner
- Les uns et les autres (Egyesek és mások) – rendező: Claude Lelouch
- Looks and Smiles (Tekintetek és mosolyok) – rendező: Ken Loach
- Mephisto – rendező: Szabó István
- Montenegro (Montenegro) – rendező: Dušan Makavejev
- Neige (Hó) – rendező: Juliet Berto
- Passione d'amore (Szerelmi szenvedély) – rendező: Ettore Scola
- Patrimonio nacional (Nemzeti örökség) – rendező: Luis García Berlanga
- Possession (Megszállottság) – rendező: Andrzej Zulawski
- Quartet (Kvartett) – rendező: James Ivory
- Thief[7] (Az erőszak utcái) – rendező: Michael Mann
- Tulipää – rendező: Pirjo Honkasalo és Pekka Lehto

### Nagyjátékfilmek versenyen kívül
- A légy – rendező: Rofusz Ferenc
- Anima – Symphonie phantastique – rendező: Titus Leber
- Bodas de sangre (Vérnász)[5] – rendező: Carlos Saura
- Da nao tian gong – rendező: Wan Laiming
- From Mao to Mozart: Isaac Stern in China – rendező: Murray Lerner
- Honeysuckle Rose (Honeysuckle Rose) – rendező: Jerry Schatzberg
- Ku nao ren de xiao – rendező: Yimin Deng és Yanjin Yang
- Le voyageur aux menottes – rendező: Yu Yang
- Ma-Lu-Tian-Shi – rendező: Yuan Mu-Zhi
- Rece do góry (Fel a kezekkel!) – rendező: Jerzy Skolimowski
- San mao liu lang ji – rendező: Zhao Ming és Yieng Kong
- The Postman Always Rings Twice (A postás mindig kétszer csenget) – rendező: Bob Rafelson
- This Is Elvis (Ez Elvis) – rendező: Andrew Solt és Malcolm Leo
- Tre fratelli (Három fivér) – rendező: Francesco Rosi

### Un Certain Regard
- A tanú – rendező: Bacsó Péter
- Cerromaior – rendező: Luís Filipe Rocha
- Dios los cría… (Istenke teremtményei) – rendező: Jacobo Morales
- Eijanaika (Eijanaika)[5] – rendező: Imamura Sóhei
- Elef Nishikot K'tanot – rendező: Mira Recanati
- Eu Te Amo – rendező: Arnaldo Jabor
- Goljamoto noscsno kapane (Nagy éjszakai fürdözés) – rendező: Binka Zseljazkova
- Ko to tamo peva (Ki énekel ott?) – rendező: Slobodan Sijan
- La nuit ensoleillée – rendező: Patrick Segal
- Let There Be Light (Legyen világosság) – rendező: John Huston
- Memoirs of a Survivor (Egy túlélő emlékiratai) – rendező: David Gladwell
- Mur murs – rendező: Agnès Varda
- Samo jednom se ljubi (Csak egyszer szeretünk) – rendező: Rajko Grlić
- Satah Se Uthata Aadmi – rendező: Mani Kaul
- Un moment de bonheur – rendező: Yves Laumet

### Rövidfilmek versenye
- Alephah – rendező: Gérald Frydman
- André Derain, thèmes et variations – rendező: François Porcile
- Dilemma – rendező: John Halas
- Diskzokej – rendező: Jiří Bárta
- Král a skřítek (Král a skřítek) – rendező: Lubomir Benes
- Le rat – rendező: Elisabeth Huppert
- Manövergäste – rendező: G. Nicolas Hayek
- Maskirani razbojnik – rendező: Petar Lalovic
- Moto perpetuo – rendező: Vajda Béla
- Ne me parlez plus jamais d'amour – rendező: Sylvain Madigan
- Ravnovesie – rendező: Boiko Kanev
- Trcanje – rendező: Dusko Sevo
- Zea – rendező: André Leduc és Jean-Jacques Leduc

## Párhuzamos rendezvények

### Kritikusok Hete
- Al Dhakira al Khasba – rendező: Michel Khleifi
- Boldogtalan kalap – rendező: Sós Mária
- Cma – rendező: Tomasz Zygadlo
- Es ist Kalt in Brandenburg – rendező: Villi Hermann, Niklaus Meienberg és Hans Stürm
- Fil, fond, fosfor – rendező: Philippe Nahoun
- Malou – rendező: Jeanine Meerapfel
- She Dances Alone: Kyra Nijinsky – rendező: Robert Dornhelm

### Rendezők Kéthete

#### Nagyjátékfilmek
- Albert Pinto ko gussa kyon ata hai – rendező: Saeed Mirza
- Alligator Shoes – rendező: Clay Borris
- Americana – rendező: David Carradine
- Ato de Violência – rendező: Eduardo Escorel
- Baddegama – rendező: Lester James Peries
- Bolivar, Sinfonia Tropical[8] – rendező: Diego Rísquez
- Bona – rendező: Lino Brocka
- Chakra (Ördögi kör) – rendező: Rabindra Dharmaraj
- Conversa acabada (A beszélgetés vége) – rendező: João Botelho
- Desperado City – rendező: Vadim Glowna
- Die Berührte (A megérintett) – rendező: Helma Sanders-Brahms
- Francisca (Francisca) – rendező: Manoel De Oliveira
- Ha'ayit – rendező: Yaky Yosha
- Het teken van het beest (A vadállat jele) – rendező: Pieter Verhoeff
- In Defense of People – rendező: Pooya Rafigh
- Les fruits de la passion (A szenvedély gyümölcsei) – rendező: Terajama Súdzsi
- Les Plouffe – rendező: Gilles Carle
- Memórias do medo – rendező: Alberto Graça
- Nárcisz és Psyché – rendező: Bódy Gábor
- Seuls – rendező: Francis Reusser
- Tell Me A Riddle (Mondj egy találós kérdést) – rendező: Lee Grant
- Wizja lokalna 1901 (Helyzetkép, 1901)  – rendező: Filip Bajon

#### Rövidfilmek
- Evolution – rendező: Sheila Graber
- Face to Face – rendező: Sheila Graber
- Le miroir vivant – rendező: Norbert Barnich és Eunice Hutchins
- Michelangelo – rendező: Sheila Graber
- Music For Film – rendező: Jean-Claude Wouters
- Pour trois minutes de gloire – rendező: Jean-Claude Bronckart
- T.V.O. – rendező: Carlos Castillo
- The Electric Disco Chicken – rendező: Bob Goodness
- Tous les garçons – rendező: Yves Laberge
- Tre Per Eccesso – rendező: Giampierro Vinciguerra
- Uno Para Todos, Todos Para Todos – rendező: Carlos Castillo

## Díjak

### Nagyjátékfilmek
- Arany Pálma: Czlowiek z zelaza (Vasember)[5] – rendező: Andrzej Wajda
- A zsűri külön nagydíja: Les années lumière (Fényévek távolában) – rendező: Alain Tanner
- Legjobb női alakítás díja:
  - Isabelle Adjani – Possession (Megszállottság)
  - Isabelle Adjani – Quartet (Kvartett)
- Legjobb férfi alakítás díja: Ugo Tognazzi – La tragedia di un uomo ridicolo (Egy nevetséges ember tragédiája)
- Legjobb forgatókönyv díja: Mephisto – forgatókönyvíró: Szabó István és Dobai Péter
- A Nemzetközi Filmfesztivál legjobb művészi hozzájárulásának díja: Excalibur (Excalibur) – rendező: John Boorman
- A Nemzetközi Filmfesztivál legjobb kortárs filmjének díja:
  - Looks and Smiles (Tekintetek és mosolyok) – rendező: Ken Loach
  - Neige (Hó) – rendező: Juliet Berto és Jean-Henri Roger
- Legjobb női mellékszereplő díja: Jelena Szolovej – Faktas[6] (Nullás vércsoport)
- Legjobb férfi mellékszereplő díja: Ian Holm – Chariots of Fire (Tűzszekerek)

### Rövidfilmek
- Arany Pálma (rövidfilm): Moto perpetuo – rendező: Vajda Béla
- A zsűri díja (rövidfilm):
  - Le rat – rendező: Elisabeth Huppert
  - Zea – rendező: André Leduc és Jean-Jacques Leduc

### Arany Kamera
- Arany Kamera: Desperado City – rendező: Vadim Glowna

### Egyéb díjak
- FIPRESCI-díj:
  - Mephisto – rendező: Szabó István
  - Malou – rendező: Jeanine Meerapfel
- Technikai nagydíj: Les uns et les autres (Egyesek és mások) – rendező: Claude Lelouch
- Ökumenikus zsűri díja: Czlowiek z zelaza (Vasember) – rendező: Andrzej Wajda
- Ökumenikus zsűri külön dicsérete:
  - Chariots of Fire (Tűzszekerek) – rendező: Hugh Hudson
  - Looks and Smiles (Tekintetek és mosolyok) – rendező: Ken Loach